# Wynau

Photo aérienne de Walter Mittelholzer (1918–1937)

Wynau est une commune suisse du canton de Berne, située dans l'arrondissement administratif de Haute-Argovie.

## Monuments et curiosités
- L'église romane de Wynau dont la construction remonte aux XIe et XIIe siècles est la plus ancienne église de la Haute-Argovie[3].